# وانگ هایبو (بازیکن بسکتبال)
وانگ هایبو (انگلیسی: Wang Haibo؛ زادهٔ ۲۳ سپتامبر ۱۹۶۵) بازیکن بسکتبال اهل چین بود. وی در بازی‌های المپیک تابستانی ۱۹۸۴ شرکت کرده‌است.